# Enrique IX de Baviera
Enrique el Negro (1075-13 de diciembre de 1126 en Ravensburg) fue duque de Baviera (según censo moderno como Enrique IX). Provenía de la familia de los Güelfos, sus padres eran Güelfo I de Baviera y Judith de Flandes. Después de que su hermano Güelfo II murió sin descendencia en 1120, asumió la sucesión en el ducado de Baviera.

## Biografía
Entre 1095 y 1100 Enrique se casó con Wulfhilda de Sajonia, la hija de Magnus, último duque sajón de la casa de Billunger. 
A la muerte de su suegro Magnus († 1106), esperaba la adquisición del ducado de Sajonia. Pero esta constelación de poder se encontró con la resistencia del nuevo rey, Enrique V, que sorprendente a mediados del año 1106 nombró al conde Lotario de Supplinburg (más tarde el rey Lotario III), como duque de Sajonia.
Un papel especial jugó Enrique el Negro en la elección real de 1125, donde en un primer momento parece haber promovido la candidatura de su yerno Federico II de Suabia. 
Sin embargo, en el curso de las discusiones acerca de los candidatos cambió de opinión y finalmente votó por el duque Lotario quien como Lotario III fue elegido rey romano-alemán. Lotario había prometido dar como esposa a su hija Gertrudis, al hijo de Enrique, Enrique el Soberbio. En 1127 el matrimonio se llevó a cabo, a pesar de que Gertrudis en este momento tan solo tenía 12 años de edad.
Después de la elección de Lotario fue llamado en diciembre de 1125 a Baviera, contra Franconia y Suabia partidarios del rey rival Hohenstaufen Conrado III. 
Enrique el Negro abdicó en 1126 y se unió como un monje laico en la abadía de Weingarten, donde murió en 1126 - tal vez con el fin de no tener que tirar contra su yerno en la guerra. Su apodo de "el Negro" está atestiguado sólo desde el siglo XIII.

## Descendencia
1. Judith, casada con el duque Federico II de Suabia.
2. Conrado de Baviera, murió el 17 de marzo de 1126.
3. Enrique X el Soberbio
4. Güelfo VI
5. Sofía, casada con Bertoldo III de Zähringen y luego con Leopoldo I de Estiria .
6. Wulfhilda, casada con Rodolfo, Conde de Bregenz.
7. Matilde, casada con Diepold IV, Margrave de Vohburg y Gerhard III de Sulzbach.